# الغزو السعودي لقطر (1793 - 1798)
غزو الدولة السعودية الأولى لقطر في عام 1793 هي حملة عسكرية قام بها ابراهيم بن عفيصان لضم قطر للدولة السعودية الأولى

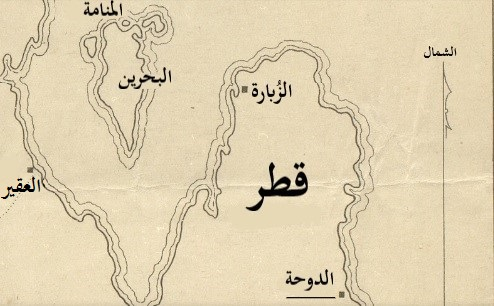
موقع الزبارة في قطر والذي كان مقراً لآل خليفة أثناء غزو إبراهيم بن عفيصان لقطر.

كان يسكن قطر ثلاث قبائل؛ هي: آل مسلم، وكانوا يسكنون في قرى فريحة والقويرط، وآل أبي حسن الذين كانوا يقيمون باليوسفية، والمعاضيد الذين سكنوا في الرويضة والطبيخ. ثم استقر المقام بأسرة آل خليفة، من العتوب، في الزبارة، على الساحل تجاه البحرين، بعد أن انفصلوا عن التحالف الذي كان قائماً بينهم وبين آل صباح والجلاهمة، عام 1128 هـ/1716م. كان إبراهيم بن عفيصان، هو القائدَ السالمي الأولَ الذي غزا قطر، في أواخر عام 1207 هـ/1793م، واستطاع إخضاع معظم قراها كقرى فريحة، والحويلة، واليوسفية، والرويضة وغيرها، وكتب إلى الدرعية يطلب السماح له بمهاجمة الزبارة، فجاءته الموافقة من الإمام عبد العزيز بن محمد، فحاصر إبراهيم بن عفيصان فيها العتوب (آل خليفة وجماعتهم)، وشدد هجماته عليها، حتى استولى على قلعتها، فاضطر العتوب إلى الرحيل، وساروا إلى البحرين عبر البحر. وهكذا، دخل السالميون قطر، التي أصبحت جزءاً من الدولة ، والتي أخذت تنشر فيها مبادئ دعوة الشيخ محمد بن عبد الوهاب.